# Antenna Sicilia
Antenna Sicilia è un'emittente televisiva regionale che trasmette in Sicilia con sede a Catania.
È la prima nella regione per ascolti, grazie ad un indice di circa 800.000 contatti medi giornalieri (dati 2009). È di proprietà della Domenico Sanfilippo Editore, inizialmente con la società editrice del quotidiano regionale La Sicilia (Venduto nel 2025 ad altra società era diretto e controllato da Mario Ciancio Sanfilippo.)
La concessionaria televisiva è la SIGE S.p.A. Società Industria Grafica Editoriale, mentre quella per la pubblicità è la PubbliPiù (entrambe di proprietà, dirette e controllate da Mario Ciancio Sanfilippo).
Dal 3 gennaio 2022 col passaggio ai nuovi sistemi DVB-T2 e Mux RAI Way ha cambiato il logo e anche la luminosa in video, spostando il logo dal basso a sinistra all'alto a destra del teleschermo (come accadeva fino al 2003).

## Storia

### La nascita e gli inizi
Le trasmissioni di Antenna Sicilia iniziano il 16 giugno 1979. L'emittente nasce da una costola del quotidiano La Sicilia, il cui direttore editoriale era Mario Ciancio Sanfilippo. Il "battesimo" della nuova rete televisiva viene affidato al presentatore Pippo Baudo – amico personale di Ciancio – della quale è pure socio e direttore artistico, mentre la direzione giornalistica viene affidata a Domenico Tempio.
Gli studi televisivi vengono allestiti nello stesso palazzo che ospita la sede del quotidiano La Sicilia, in viale Odorico da Pordenone 50 a Catania, dove tuttora vi si trovano gli studi tv dato che il quotidiano LA SICILIA è stato venduto ad altra società.

Un giovane Pippo Baudo annuncia la nascita di Antenna Sicilia sulla stessa con in mano l'articolo del giornale La Sicilia riguardante l'avvenimento.

Fin dall'inizio l'emittente manda in onda il telegiornale, Telegiornale La Sicilia, con tre edizioni giornaliere (Siciliamattina ore 13:50, Siciliasera ore 20:15, Sicilianotte ore 22:30), si avvale della collaborazione di grandi firme del giornalismo come Candido Cannavò e Franco Zuccalà, e di una squadra di cronisti, quasi tutti provenienti da La Sicilia, che fanno da conduttori.
Nel 1980, Antenna Sicilia trasmette la prima edizione del Festival della nuova canzone siciliana, condotto da Pippo Baudo, manifestazione canora in lingua siciliana. A Baudo succederanno alla conduzione, gli attori Pino Caruso e Pippo Pattavina, fino al 1991, quando cessano le trasmissioni del programma, che aveva riscosso un eccellente consenso di pubblico.
Il palinsesto si arricchisce di altri programmi, dall'intrattenimento allo sport, come il programma Goal condotto da Pippo Baudo – affiancato dall'attore catanese Vito Meli nel ruolo del tifoso "Agatino Provvidenza" – il programma Questo piccolo grande amore con Pippo Pattavina, L'Almanacco rubrica culturale a cura dello scrittore Santi Correnti, e un programma per ragazzi dal titolo Antenna Sicilia ragazzi e 339322 Ciao Sicilia, entrambi con la conduzione di una giovane Flaminia Belfiore, annunciatrice dell'emittente.
Inoltre, l'emittente trasmette pure film, telefilm e cartoni animati.

### Le syndication coi network nazionali e la diffusione di Antenna Sicilia in tutta la regione
Il 1º gennaio 1981, la tv catanese iniziò una collaborazione con il circuito G.R.T. (Gestioni Radio Televisive) e vi rimase per tutto l'anno.
Nel 1982, Antenna Sicilia entra a far parte del circuito di Retequattro, del gruppo Mondadori, a cui rimarrà legata fino al 1984. Due anni più tardi, si lega per poco tempo al circuito di SACIS-RAI, e successivamente alla monegasca Telemontecarlo, controllata dal network brasiliano Rede Globo: con la promulgazione della legge Mammì che regola il sistema televisivo italiano, anche il legame con TMC verrà sciolto.
Nel 1990 l'emittente catanese, già presente in altre zone con l'apertura di redazioni in altre città siciliane come Messina, Enna e Siracusa, diffonde il proprio segnale anche nelle province di Palermo e Trapani. Antenna Sicilia infatti è l'unica emittente che copre l'intero territorio regionale (nonché la città di Reggio Calabria), con oltre 35 ripetitori installati in tutta l'isola.
Dal 1991 al 1997 Antenna Sicilia fa parte del circuito televisivo Cinquestelle, successivamente aderisce a Junior Tv (1997 – 2000), Europa 7 (2000 – 2004) e K2 (2004 – 2012).
Dal 2011 ha trasmesso, ogni giovedì alle 21:00 circa per tutta la stagione, il talk show Servizio pubblico condotto da Michele Santoro, anche quando la diretta era in contemporanea sul canale nazionale Cielo; concludendosi poco prima della fine dell'anno quando è stato trasferito su LA7.

### Il declino degli anni novanta e la rinascita con la trasmissioneInsieme
Nel corso degli anni novanta, Antenna Sicilia assume il ruolo di emittente secondaria del gruppo televisivo di proprietà di Ciancio, rispetto all'altra emittente Teletna: in quest'ultimo canale nel 1994 vengono avviate le riprese del programma Insieme.
La trasmissione, un talk-show condotto dal giornalista Salvo La Rosa, riscuote un importante successo negli ascolti, tanto da spingere l'azienda a spostarla nel palinsesto di Antenna Sicilia nel 2000, che ritorna così prima rete del gruppo editoriale La Sicilia.
A favorire ulteriormente la rinascita di Antenna Sicilia, la trasmissione sportiva Salastampa, alla cui conduzione vi sono stati i giornalisti Nuccio Schillirò, Orazio Provini, Luigi Ronsisvalle e fino ad oggi, Umberto Teghini; contenitori come la trasmissione Azzurro condotta da Flaminia Belfiore e Gino Astorina; Part-Time con Umberto Teghini e Leonardo Lodato; Chissà se va con Ruggero Sardo.
Contestualmente Antenna Sicilia, Teletna, Radio SIS e il quotidiano La Sicilia, entrano a far parte di una nuova società del gruppo editoriale Ciancio, la Società Industriale Grafica Editoriale S.p.A., più nota come S.I.G.E..

### L'esperienza diSicilia Channele il passaggio al digitale terrestre
Dal 2004 fino al 2009, alcuni programmi dell'emittente siciliana, venivano mandati in onda su Sicilia Channel, emittente satellitare del Gruppo Ciancio attiva in detto periodo sulla piattaforma Sky al canale 874. Il 13 dicembre dell'anno medesimo, in previsione dello switch off in Sicilia del sistema televisivo analogico nazionale al nuovo in formato numerico, l'emittente catanese ha avviato un suo bouquet in digitale terrestre comprendente la stessa Antenna Sicilia, Teletna e Retesicilia.
Sono stati accesi inizialmente i ripetitori di Monte Scrisi (RC), S. Anna – Pizzo Argenteria (TP), Torre Zeta (SR), Contrada Carminello – Valverde (CT) e Gioiosa Guardia – Gioiosa Marea (ME); l'accensione è diventata progressiva nel territorio siciliano con l'avanzare del processo di digitalizzazione.
Poco prima della definitiva transizione avvenuta in Sicilia dal sistema di trasmissione televisiva analogica a quella digitale terrestre avvenuta il 4 luglio 2012, Antenna Sicilia si aggiudica la seconda e terza posizione nella graduatoria stilata dal Ministero dello sviluppo economico.
Inizialmente il multiplex SIGE 1 di cui fa parte Antenna Sicilia che riceve dalla stazione UHF 55 di Valverde, includeva anche Telecolor, Teletna e Telesiciliacolor, ed ospitava le reti nazionali Cielo, TG Norba 24 e Deejay TV, situazione poi mutata con la nuova rimodulazione delle frequenze avvenuta ad ottobre.
Dal 1º gennaio 2014 Teletna cambia nome in Sicilia Channel, riprendendo di fatto, il logo e il nome dell'ormai spento canale satellitare, ma mantenendo l'attuale palinsesto nonché la medesima ricezione terrestre.

### La crisi della SIGE e l'oscuramento di Antenna Sicilia

#### 2012
Dal 2 agosto 2012, i lavoratori della SIGE, la società editoriale del Gruppo Ciancio proprietaria dell'emittente, sono in stato di agitazione. Alla base di ciò vi sono le procedure di licenziamento del 50% del personale tecnico e amministrativo decise dall'editore.
La decisione intrapresa da Ciancio sulla riduzione del personale, ufficialmente sarebbe dovuta a difficoltà economiche dell'azienda, originate dalla generale crisi dell'editoria e al passaggio al digitale terrestre che ha comportanto molte spese.
Il 31 agosto 2012 la SIGE dichiara un esubero di 28 lavoratori su 55: amministrativi, giornalisti e tecnici dell'emittente televisiva regionale Antenna Sicilia restano in sciopero per otto ore.
Dal 12 ottobre, i lavoratori della SIGE sono in sciopero, e di conseguenza le trasmissioni di Antenna Sicilia sono bloccate. Tuttavia, le trasmissioni regolari sono state riprese già dopo pochi giorni.

#### 2015
Finita la cassa integrazione scattano a fine maggio i licenziamenti per 17 figure tecniche e amministrative dell'emittente regionale Telecolor, consorella di Antenna Sicilia. Secondo il segretario Slc Cgil Catania, la proprietà si è nascosta dietro un accordo di rete e di servizi con altre aziende, tra le quali l'emittente Antenna Sicilia e altre società del gruppo. Le controproposte, compreso l'avvio dei contratti di solidarietà, così come la richiesta di prendere altro tempo sono state rifiutate.
Il 18 giugno l'ANSA comunica che beni per 17 milioni di euro sono stati sequestrati dai Carabinieri del ROS all'editore Mario Ciancio Sanfilippo. L'Assostampa Sicilia esprime la sua solidarietà nei confronti dei lavoratori, si schiera compatta al fianco dei colleghi giornalisti delle redazioni.
Dal 4 luglio l'azienda avvia una fase nella quale si dichiara pronta a rinunciare completamente, entro i successivi 75 giorni, all'informazione e all'intrattenimento con il taglio di 16 posti di lavoro tra tecnici e giornalisti, senza stipendio già da alcuni mesi. La decisione è stata comunicata ai dipendenti dall'azienda che ha provveduto all'avvio della procedura di mobilità.
Il 13 luglio, con una lettera al suo pubblico, Salvo La Rosa, conduttore storico del programma Insieme, ha dato le sue dimissioni dall'emittente televisiva.
Il 7 settembre, dopo settimane di trattative sindacali, è arrivata la rottura del tavolo sindacale con la proprietà ed il rinvio del confronto all'ufficio provinciale del Lavoro di Catania: niente TG e programmi di intrattenimento da metà settembre e licenziamento per 16 tra giornalisti e tecnici.
La SIGE il 16 ottobre ha rifiutato la mediazione offerta dall'assessore regionale al Lavoro, Bruno Caruso, e ha dichiarato inaccettabile la proposta di "working buy out" consegnata dal tecnico indicato dai dipendenti e dai sindacato Slc-Cgil, Fistel-Cisl e Associazione della Stampa.
La sera del 27 ottobre è andato in onda l'ultimo telegiornale della testata giornalistica: le riprese di una sedia vuota e un messaggio letto dalla voce fuoricampo di Maria Torrisi. Un risultato voluto dalla proprietà dell'emittente per motivi economici, dopo il licenziamento dei dipendenti, conclusasi la procedura all'Ufficio provinciale del lavoro, lavorando per gli ultimi tre mesi senza stipendio. Le sigle sindacali Slc-Cgil e Fistel-Cisl insieme con l'Associazione Siciliana della Stampa hanno denunciato la SIGE, collegata alla società Domenico Sanfilippo che edita il quotidiano La Sicilia, contestando e giudicando illegittimi i licenziamenti dei dipendenti di Antenna Sicilia, giornalisti e amministrativi che lavoravano nella redazione.
La società annuncia di volere appaltare all'esterno la produzione dell'informazione.

### Sequestri all'editore Mario Ciancio Sanfilippo
Un cauto clamore mediatico ha suscitato, nel sud Italia e particolarmente in Sicilia, la conferenza-stampa del 25 settembre 2018 della Procura di Catania. È la prima volta in Italia che, applicando la legge La Torre, verso uno di più importanti editori italiani a sud di Napoli, si giunge a misure di prevenzione antimafia di tale rilievo investigativo – escludendo gli interessi in altri settori economici dell'imprenditore colpito dal grave provvedimento giudiziario.
Il giudice del Tribunale di Catania, sezione Misure di Prevenzione, ha accertato la pericolosità sociale qualificata da parte di Mario Ciancio Sanfilippo – già rinviato a giudizio per concorso esterno in associazione mafiosa –, "fondata sulla verifica del fatto che vi è stato un apporto costante e di rilievo nei confronti di Cosa Nostra", come ha evidenziato con proprie parole il procuratore capo catanese Carmelo Zuccaro, durante la conferenza-stampa sui motivi del sequestro dei beni, stimato non inferiore ai 150 milioni di euro di valore (conti correnti, polizze assicurative, beni immobili, terreni, 31 società più quote di altre 7).
A eseguire la confisca del 24 settembre 2018 – procedimento indipendente e separato, non riconducibile parallelamente ad altri in corso – furono i carabinieri del ROS e del comando provinciale di Catania.
I legali dell'imprenditore-direttore-editore-finanziere Ciancio hanno presentato il ricorso contro il sequestro e la confisca.
Il provvedimento del tribunale di Catania ha posto sotto sequestro giudiziario – tra le società facenti parte del gruppo editoriale di Mario Ciancio Sanfilippo – il quotidiano La Sicilia (controllato dalla SIGE S.p.A.), il quotidiano pugliese La Gazzetta del Mezzogiorno (il 33% della Società per Azioni Editrice del Sud – EDISUD S.p.A. e il 100% delle quote della MESSAPIA s.r.l.), le due tv Antenna Sicilia e Telecolor (il 100% delle azioni della Domenico Sanfilippo Editore S.p.A. e il 100% delle quote della Telecolor International – T.C.I. s.r.l.), la E.TI.S. 2000 S.p.A. (il 100% delle azioni) che stampa quotidiani locali e nazionali in Sicilia.
Il Tribunale, per garantire la continuazione dell'attività del gruppo, ha nominato commissari giudiziari il commercialista Angelo Bonomo e il dott. Luciano Modica.
La FNSI, l'Ordine dei giornalisti regionale e l'Associazione siciliana della stampa, Assostampa di Puglia e Basilicata, l'UCSI Sicilia, il Giornale di Sicilia, il presidente della Regione Puglia Michele Emiliano, hanno auspicato una risoluzione del caso in tempi accelerati e brevi: l'attività di gestione dei commissari giudiziari, nominati per garantire la continuazione dell'attività delle aziende, non può pregiudicare l'autonomia delle testate e il regolare svolgimento delle attività redazionali, anche sotto il profilo del rispetto dei diritti e delle prerogative dei giornalisti.
Il pubblico ministero Antonino Fanara, coordinatore dell'inchiesta assieme al pm Agata Santonocito, con proprie parole ha chiarito: "l'obiettivo è mantenere il valore sociale del quotidiano pur partendo da una situazione pessima […], lo Stato si occuperà degli utili e non della linea editoriale".
Il 4 dicembre 2018 si è svolta la prima udienza del processo di secondo grado, fissata dalla seconda Corte d'appello di Catania, da un lato, con le richieste di prove documentali – da parte della Procura generale e del collegio di difesa – e, dall'altro lato, con la deposizione del verbale delle dichiarazioni – da parte del procuraratore generale – di Francesco Squillaci, nuovo collaboratore di giustizia.
Il procedimento seguito all'decreto d'impugnazione del provvedimento di sequestro-confisca inizia davanti ai giudici della Corte d'appello di Catania, con l'udienza del 15 gennaio 2019.
Il 24 marzo 2020 viene emessa la sentenza di II grado, che dispone il dissequestro dei beni, restistuendoli all'editore Ciancio, assolto dalle accuse in quanto ritenuto non socialmente pericoloso.

## Trasmissioni

### Programmi
Sono stati molti i programmi prodotti e mandati in onda da Antenna Sicilia dalla sua nascita, e molti di questi non vanno più in onda.
Attualmente viene trasmesso Insieme.
Nel 2015 è partito il talent Sei in Onda, format nato da una costola di Insieme, condotto da Cristiano Di Stefano e Ramona Risina, che si muove su più mezzi (tv, radio, web e social), con lo scopo di trovare nuovi comici, cabarettisti, attori, cantanti, ballerini, intrattenitori e anche nuovi conduttori.
Tra le produzioni esterne, ha ospitato: Urbanweek (2011-2012), Casa Minutella di Telesud (2012-2014).
In passato sono andati in onda anche i seguenti programmi (che sono stati sospesi definitivamente) e sono: Sicilia sport, Prima Pagina, Link, Festival della nuova canzone siciliana, la diretta della festa di sant'Agata, Sicilia ultima chiamata (programma di approfondimento giornalistico che ha sostituito Prima Pagina), Prima Linea TV (Speciale di Prima Linea TG, il telegiornale di Telecolor, che andava in onda per circa un mese su Antenna Sicilia – si trattava di un programma di approfondimento giornalistico, che andava in onda negli ultimi mesi della stagione televisiva in "sostituzione" di Sicilia ultima chiamata), Anteprima Salastampa, Salastampa, Newspaper games awards, Sicilia Mattina e Passeggiando per....
A causa del licenziamento dei dipendenti avvenuto il 27 ottobre 2015, Antenna Sicilia non manda più in onda nessun programma in diretta ma trasmette solo televendite e il programma Insieme.
Dopo un lungo battage pubblicitario durato mesi sul quotidiano La Sicilia, il programma di punta dell'emittente Insieme è ripartito dal 7 dicembre 2015, condotto stavolta da Cristiano Di Stefano. La prima serata della ventiduesima edizione è andata in onda fra le 20.45 e le 23.45, in contemporanea su Lombardia Sat – canale 908 di Sky e Radio Telecolor, in streaming sul sito del quotidiano www.lasiciliaweb.it e sui telefonini nell'app dedicata. Sono riapparsi spot pubblicitari e televendite.
Dalla stagione 2016/2017 viene trasmessa la produzione esterna di Sicilia Cabaret, il giovedì sera, dall'8 dicembre 2016.
Dal 9 aprile 2018, in contemporanea con il canale pugliese Telenorba, viene diffusa la trasmissione pomeridiana Buon Pomeriggio, condotta dal giornalista Michele Cucuzza, in onda tutti i giorni dalle ore 14:45 alle 17:15, dal lunedì al venerdì. L'ingresso del format è stato annunciato da numerosi promo del programma con la sigla evidenziata dal brano Siamo ancora qui di Fiorella Mannoia.
Stagione tv 2018/2019
"The Ferragnez" è lo speciale giornalistico di Eva Spampinato sul matrimonio siciliano tra il cantante Fedez e la blogger Chiara Ferragni, andato in onda il 4 settembre 2018, alle ore 10, 12.30, 20.30 (e su Telecolor alle ore 12.35, 21.30, 23.50).
Nell'ambito del progetto televisivo interregionale Pomeriggio al Sud, che vede coinvolte Telenorba, Antenna Sicilia e Canale 21, attraverso Sport Network, la concessionaria pubblicitaria di Telenorba, oltre alla seconda stagione del programma condotto da Cocuzza, viene trasmessa la rubrica di cucina Anna e i suoi fornelli, condotta da Anna Falchi: la messa in onda è a partire da lunedì 8 ottobre 2018 tutti i giorni alle ore 13:00 e alle 19:30.
"Ficodindia", in onda a gennaio 2019, ripropone la formula della selezione di gag e siparietti di comici vecchi e recenti, estratti dall'archivio dell'emittente riproponendo l'idea nata nel 2016.
"Che cosa mangiamo?", in onda il 17-18 gennaio 2019, alle 13.30, è lo speciale giornalistico su frutta e verdura tra smog e pesticidi, con testimonianze e interviste, a cura di Luca Ciliberti (repliche su Telecolor, a ruota, alle 10, 12.35, 21.30, 23.50). Il programma è diventato oggetto di una interrogazione alla commissione Ambiente del Parlamento europeo.
Nuova edizione di "Gustare Sicilia", il programma itinerante di Diego Caltabiano che propone viaggi alla scoperta del territorio siciliano, illustrando luoghi, sapori, tradizioni culturali. Dopo la tappa natalizia a Belpasso (alla fine di dicembre 2018) e a Resuttano del 14 gennaio 2019, proseguirà con la messa in onda delle nuove puntate, da lunedì 11 febbraio, quotidianamente alle ore 7.30, 14, 20.30 (e sulla gemella Telecolor, alle ore 8.30, 9.30, 22).
Dopo numerosi mesi di repliche, il palinsesto serale riparte con il programma Insieme Show: la data d'avvio è fissata per lunedì 21 gennaio 2019, alle 21.30. La conduttrice del programma di varietà è Daria Luppino. Alla puntata inaugurale – regia affidata a Gianluca Staffa – partecipò come co-conduttore Biagio Izzo, mentre il cast era costituito dai comici Toti & Totino, Paolo Migone, Mariuccia Cannata, Ciro Giustiniani, Manfredi Di Liberto, Bruce Ketta, Seby Picone, i Falsi d'autore, Francesco Rizzuto (il vigile), il trio La Ricotta, Annalisa Aglioti, Nino Taranto (Seven Show di Europa 7), Antonio Pandolfo. Nel rinnovato cast di artisti, proposto in locandina, appaiono i volti di Giovanna Criscuolo, Pippo Barone, Carlo Kaneba, Andrea Barone, Antonella Cirrone, Ernesto Maria Ponte, Manfredi Di Liberto, Matranga e Munafò, i 4 Gusti, Davide Tusa (Mago Plip), i Badaboom, Roberto Pizzo, Simone Riccobono, D. Vespertino e L. Pasqua, Antonio Balistreri, Lupetto. Sono apparsi, inoltre, nel corso delle prime settimane, i comici Franco Neri, Eduardo Saitta, I Respinti, Marco Manera, Salvatore Manciagli. Lo showrunner del programma è Giuseppe Coco; all'interno dell'organizzazione generale, c'è pure la presenza di ospiti speciali, in collaborazione con l'impresa Tolomeo Spettacoli, e di nuovi talenti scoperti da "Insieme Lab".
Dal 7 febbraio 2019 va in onda la nuova stagione di Sicilia Cabaret, ogni giovedì sera.
Dal 18 febbraio 2019, alle 14:45, va in onda la terza edizione del programma Buon Pomeriggio con Michele Cucuzza, Mary De Gennaro e Stefano Palatresi, dopo la scelta editoriale di Telenorba di sospendere la distribuzione nel settembre 2018.
Stagione tv 2019/2020
''Insieme show'' è il programma televisivo prodotto dall'emittente Antenna Sicilia che viene trasmesso ogni giorno le nuove edizioni e le repliche delle edizioni precedenti, il programma ha realizzato un successone di ascolti con la conduzione nella stagione del programma 2019/2020 di Daria Luppino che è una conduttrice italiana della rete televisiva di Telecolor e Antenna Sicilia, all'interno del programma c'è un cast vario di comici con Carlo Kaneba, Eduardo Saitta e tanti altri. A causa della pandemia Covid-19, il tradizionale programma televisivo non poteva continuare a trasmettere con tutti i comici e il pubblico in studio, perciò la produzione realizza in tempi stretti uno spin-off di Insieme dal 18 marzo al 31 maggio 2020 – intitolato ''Insieme Live'', condotto da Daria Luppino – che andava in onda ogni giorno dalle 14:00 fino alle 17:00. Il programma ha avuto un importante successo di ascolti con più di 100.000 contatti, in contemporanea trasmesso sulla pagina facebook e social di ''LaSiciliaWeb'' con oltre 3.000 spettatori che seguivano la diretta. Si poteva interagire tramite un numero di telefono WhatsApp con i telespettatori di ''Insieme Live''; tutti i comici{{–}}come Eduardo Saitta e Carlo Kaneba e altri{{–}}venivano intervistati con le loro comicità in diretta, tramite un collegamento on-line. Inoltre, il programma prevedeva anche la parte dell'informazione{{–}}con la redazione di ''PrimaLineaTG'' di Telecolor – dove veniva trasmessa la parte politica, con le interviste settimanali e giornaliere del Sindaco di Messina Cateno De Luca e del Sindaco di Catania Salvo Pogliese.
A maggio 2020 viene trasmessa anche la nuova edizione di ''Gustare Sicilia'' con Diego Caltabiano che porta in viaggio i telespettatori nei luoghi e sapori della Sicilia.
Stagione tv 2020/2021
Cogliendo immediatamente l'appello lanciato dal ministro Dario Franceschini, dal 14 novembre 2020 parte "Sipario: il teatro a casa tua", rubrica di 30 minuti dedicati alla prosa dialettale, in onda alle ore 21.30, per 12 appuntamenti settimanali, ogni sabato e domenica (poi, in rotazione tutti i giorni, alle ore 16,00, dal lunedì al venerdì), registrati e montati prima della seconda ondata Covid-19. Si tratta di una sintesi delle scene più significative di ogni testo teatrale, adattate e talvolta riscritte per il piccolo schermo. Tra i titoli proposti, oltre a L'avaro e a Il malato immaginario di Molière, alcune commedie significative tratte dai repertori di Eduardo De Filippo, di Nino Martoglio, di Antonino Russo Giusti, quest'ultimo drammaturgo scelto per il primo episodio con L'eredità dello zio canonico, diretto e interpretato dalla compagnia di Eduardo Saitta con Katy Saitta, Loredana Scalia, Salvo Saitta – la stessa compagnia che, durante la stagione tv passata, aveva proposto su Telecolor una rassegna di registrazioni di prosa, a seguito del lockdown per pandemia.
"Cinema in TV" in programma da sabato 13 febbraio 2021, dalle 22:00, è il titolo del ciclo dedicato al mondo dei corti del cinema siciliano. Tra le proposte della rassegna, verranno messi in onda L'attesa (Librino Express) con Tuccio Musumeci (in anteprima il 6 febbraio), Cecilia's Affair con Gino Astorina, Clamoroso al Cibali con Giuseppe Mascara, Vita fuori campo con Alfio Sorbello, Il giorno più caldo con Leo Gullotta.

#### Stagione 2022/2023
La stagione televisiva 22/23, riparte con il nuovo Insieme Show condotto da Mauro Pulpito Il nuovo programma comico viene registrato a Palermo, presso il Teatro Orione. Fra i nuovi programmi anche Buongiorno Sicilia, condotto da Michele Cucuzza, Angelo Gagliano, Luca Ciliberti e Desireè Ferlito.

### Informazione
I primi telegiornali del canale furono Siciliamattina (13:50), Siciliasera (20:15) e Sicilianotte (22:30). Veniva trasmesso un unico telegiornale, TG La Sicilia (da marzo 2015 rinominato in Sicilia TG in seguito al cambio di grafica) che andava in onda con tre edizioni nel corso della giornata (14:00, 20:15 e 23:30). Nel 2015 andava in onda intorno alle ore 21:45 un'edizione flash. In coda a ogni edizione, andava in onda il Meteo Sicilia. Il telegiornale mattutino della rete era chiamato Sicilia ieri.
A causa del licenziamento dei dipendenti avvenuto il 27 ottobre 2015, tutti i telegiornali e le rubriche citate hanno cessato la propria messa in onda.
Gli spazi informativi sull'emittente sono tornati solo sette anni più tardi, precisamente a partire dal 9 gennaio 2022, con il notiziario TG Sicilia, il quale è trasmesso in quattro edizioni quotidiane (7:30, 13:30, 20:00 e 23:00). Le edizioni (tutte a rotazione) delle 7:30 e delle 13:30 sono condotte da Michele Cucuzza e Luca Ciliberti mentre quelle delle 20:00 e delle 23:00 da Desirée Ferlito, Marco Carli, Eva Spampinato, Emanuela Corsi.
Primo e storico direttore della testata giornalistica e della relativa redazione è stato il giornalista Domenico Tempio che le diresse per trentatré anni consecutivi dal 1979 al 2012, per poi passare la direzione alla collega Michela Giuffrida, proveniente da Telecolor, dove aveva ricoperto il ruolo di direttrice del telegiornale Prima linea TG, dirigendo il notiziario di Antenna Sicilia dal 2012 al 2014.
Dal 9 al 20 gennaio 2022 il direttore della testata e della relativa redazione – che si occupa anche della realizzazione e produzione del notiziario Sicilia 24, in onda su Telecolor – è stato il giornalista Angelo Micale, al quale è succeduto a partire dal 20 gennaio dello stesso anno il giornalista Alberto Cigalini. Dal 12 luglio 2023 il direttore è Michele Cucuzza mentre il vicedirettore è Angelo Gagliano.

### Serie televisive e telenovelas
Molte sono le serie televisive e le telenovelas trasmesse nel corso della storia da Antenna Sicilia. Fra le serie televisive più recenti: Rumpole, Fortier e Tarzan. Tra le ultime telenovelas: Renzo e Lucia - Storia d'amore di un uomo d'onore, La forza dell'amore, Maddalena, Esmeralda, Pagine di vita (in anteprima nazionale), Pantanal, Dolce Valentina, La schiava Isaura e Il segreto della nostra vita.
Sono state diffuse inoltre, negli ultimi decenni, le telenovelas Aroma de cafè, Betty la fea, Cuore selvaggio, Dancin' Days, Ecomoda, Eredità d'amore, Huracán, I due volti dell'amore, La donna del mistero 2, La forza del desiderio, La scelta di Francisca, Libera di amare, Manuela, Milagros, Perla nera, Renzo e Lucia - Storia d'amore di un uomo d'onore, Senza peccato, Vento di passione, Wandin Valley (serie tv).
Dal 27 ottobre 2015, tutte le serie tv e le telenovelas citate prima non vanno più in onda.

### Serie animate
Oltre alle serie trasmesse tramite le varie syndication alla quale è stata affiliata, Antenna Sicilia nei primi anni di vita ha trasmesso in programmazione autonoma, alcuni anime, tra cui: È Batman,
Dal 27 ottobre 2015 le serie animate sono state cancellate definitivamente dal palinsesto.

## Loghi

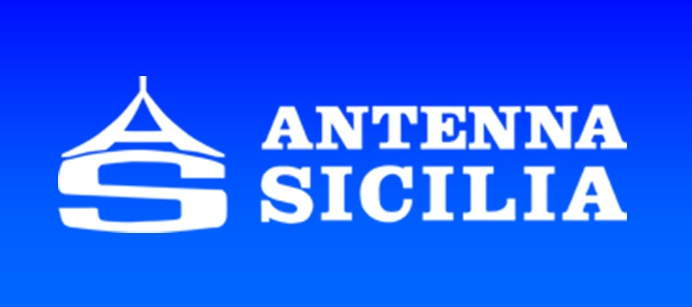
16 giugno 1979 – 3 gennaio 2022
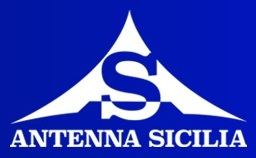
In uso dal 3 gennaio 2022